# 蔣鼎文
蔣 鼎文（しょう ていぶん）は、中華民国（台湾）の軍人。国民革命軍の有力軍人で、中国共産党（紅軍）討伐や日中戦争に参戦したが、日本軍の大陸打通作戦の前に大敗を喫している。字は銘三。浙江省紹興府諸曁県の出身。

## 事跡

### 黄埔軍官学校教官へ
15歳で涅浦鎮翊忠書院に入学したが、1912年（民国元年）、軍人の道に転じるため、紹興大通陸軍学堂に転入する。年内に浙江講武学堂に進学した。卒業後は浙江軍に配属され、1915年（民国4年）、広東省に赴き、孫文（孫中山）を支持する元浙江督軍蔣尊簋の配下となる。
1921年（民国10年）5月、蔣鼎文は広州大元帥府参謀部副官に任ぜられた。1922年（民国11年）1月には、北伐軍滇黔軍第1路司令部上校参謀となる。1924年（民国13年）5月、黄埔軍官学校で中尉区隊長兼教官に任ぜられ、後に軍校教導団で第1営少校副営長となった。以後、東征（陳炯明討伐）などの指揮をとり、1925年（民国14年）、国民革命軍第2師第5団団長に昇進している。

### 国民革命軍での昇進
1926年（民国15年）7月より蔣鼎文は北伐に従軍し、総司令部直属傷兵団少将団長となる。1927年（民国16年）4月、蔣介石により南京に国民政府が成立すると、蔣鼎文は南京警備団長に起用された。その後、浙東警備司令兼寧波市公安局局長に転じ、9月、第1軍第1師師長となっている。1928年（民国17年）1月、第1軍副軍長兼第1師師長に昇進し、さらに軍長代理となった。
北伐終了後、軍縮に伴い、蔣鼎文は同年10月に第9師師長となったが、1929年（民国18年）に第2軍軍長に再び昇進した。1930年（民国19年）の中原大戦に参戦し、蔣介石勝利後に蔣鼎文は洛陽に駐留し、隴海路西段警備司令を兼任している。1932年（民国21年）1月の第1次上海事変に際し、蔣鼎文は第19路軍を支援して日本軍と戦い、事変後に上海の守備を担当した。
同年冬、武漢に部隊を率いて移り、長江七省水警総局局長を兼任した。1933年（民国22年）からは中国共産党（紅軍）討伐に従事し、五省剿匪軍北路前敵総指揮、東路剿匪総司令を歴任する。また、同年11月に発生した福建事変の鎮圧にも参加し、1934年（民国23年）11月、駐閩綏靖公署主任に任命される。1935年（民国24年）5月、二級上将位を授与され、12月には、中国国民党第5期中央執行委員に選出された。

### 西北統治と日中戦争での大敗
1936年（民国25年）、蔣鼎文は西北剿匪前敵総司令に任ぜられ、長征により延安に根拠を置いた共産党に備えることになる。同年12月の西安事件では、蔣介石と共に蔣鼎文も張学良らに一時拘禁された。日中戦争（抗日戦争）勃発後の1937年（民国26年）10月、蔣鼎文は第4集団軍総司令に任ぜられ、11月に軍事委員会委員長西安行営主任を兼任した。1938年（民国29年）6月、陝西省政府主席兼保安司令にも任ぜられている。1939年（民国28年）2月、第10戦区司令長官となった。
1941年（民国30年）12月、蔣鼎文は第1戦区司令長官兼冀察戦区総司令に任命され、対日戦の前線指揮をとることになる。1943年（民国32年）6月には、第24集団軍総司令も兼任した。しかし1944年（民国33年）春、大陸打通作戦を開始した日本軍の迎撃に失敗、壊滅的損害を被ったため、7月に蔣鼎文は引責辞任に追い込まれている。その後、軍事参議院参議の閑職に回されたが、1945年（民国34年）5月には党第6期中央執行委員に再選された。

### 晩年
戦後、蔣鼎文はいったん軍事・政治の世界から退き、実業家としての活動を開始している。その後政界に復帰し、1947年（民国36年）5月に国民政府戦略顧問委員会委員に任ぜられ、1948年（民国37年）には行憲国民大会代表に選出された。国共内戦終盤の1949年（民国38年）3月、蔣鼎文は台湾に逃れている。以後、東南区点検整編委員会主任委員、光復大陸設計研究委員会委員、総統府国策顧問を歴任している。
1974年（民国63年）1月2日、台北市にて病没。享年79（満77歳）。